# Portugal nos Jogos Olímpicos de Verão de 2008
Portugal competiu nos Jogos Olímpicos de Verão de 2008, em Pequim, na China. O país estreou nos Jogos em 1912 e esta foi sua 22ª participação. Pela primeira vez a delegação portuguesa apareceu com um contingente de atletas femininas superior ao de masculinos nas provas de Atletismo.

## Medalhas
| Atleta            | Esporte   | Evento                 | Medalha |
| ----------------- | --------- | ---------------------- | ------- |
| Nelson Évora      | Atletismo | Salto triplo masculino | Ouro    |
| Vanessa Fernandes | Triatlo   | Feminino               | Prata   |

## Desempenho

### Atletismo
Masculinos
| Atleta            | Prova                 | Eliminatória | Eliminatória | Quartos de Final | Quartos de Final | Semifinais | Semifinais | Final      | Final           |
| Atleta            | Prova                 | Res.         | Class.       | Res.             | Class.           | Res.       | Class.     | Res.       | Class.          |
| ----------------- | --------------------- | ------------ | ------------ | ---------------- | ---------------- | ---------- | ---------- | ---------- | --------------- |
| Francis Obikwelu  | 100 m                 | 10.25        | 12           | 10.09            | 9                | 10.10      | 11         | Não passou | Não passou      |
| Francis Obikwelu  | 200 m                 | DNS          | DNS          | Não passou       | Não passou       | Não passou | Não passou | Não passou | Não passou      |
| Arnaldo Abrantes  | 200 m                 | 21.46        | 52           | Não passou       | Não passou       | Não passou | Não passou | Não passou | Não passou      |
| Rui Pedro Silva   | 10000 m               |              |              |                  |                  |            |            | 29:09.03   | 34              |
| Edivaldo Monteiro | 400 m com barreiras   | 49.89        | 20           |                  |                  | Não passou | Não passou | Não passou | Não passou      |
| Alberto Paulo     | 3000 m com obstáculos | 8:39.11      | 34           |                  |                  |            |            | Não passou | Não passou      |
| João Vieira       | 20 km marcha atlética |              |              |                  |                  |            |            | 1:25:05    | 32              |
| Sérgio Vieira     | 20 km marcha atlética |              |              |                  |                  |            |            | 1:29:51    | 45              |
| Augusto Cardoso   | 50 km marcha atlética |              |              |                  |                  |            |            | 4:09:00    | 40              |
| António Pereira   | 50 km marcha atlética |              |              |                  |                  |            |            | 3:48:12 NR | 11              |
| Paulo Gomes       | Maratona              |              |              |                  |                  |            |            | 2:18:15    | 30              |
| Hélder Ornelas    | Maratona              |              |              |                  |                  |            |            | 2:23:20    | 46              |
| Nelson Évora      | Triplo Salto          | 17.34        | 2            |                  |                  |            |            | 17.67      | Medalha de ouro |
| Marco Fortes      | Lançamento do peso    | 18.05        | 38           |                  |                  |            |            | Não passou | Não passou      |

Femininos
| Atleta                 | Prova                 | Eliminatória | Eliminatória | Quartos de Final | Quartos de Final | Semifinais | Semifinais | Final      | Final      |
| Atleta                 | Prova                 | Res.         | Class.       | Res.             | Class.           | Res.       | Class.     | Res.       | Class.     |
| ---------------------- | --------------------- | ------------ | ------------ | ---------------- | ---------------- | ---------- | ---------- | ---------- | ---------- |
| Maria do Carmo Tavares | 800 m                 | 2:01.91      | 21           |                  |                  | Não passou | Não passou | Não passou | Não passou |
| Jéssica Augusto        | 3000 m com obstáculos | 9:30.23      | 20           |                  |                  |            |            | Não passou | Não passou |
| Jéssica Augusto        | 5000 m                | 16:05.71     | 25           |                  |                  |            |            | Não passou | Não passou |
| Clarisse Cruz          | 3000 m com obstáculos | 9:49.45      | 34           |                  |                  |            |            | Não passou | Não passou |
| Sara Moreira           | 3000 m com obstáculos | 9:34.39      | 22           |                  |                  |            |            | Não passou | Não passou |
| Marisa Barros          | Maratona              |              |              |                  |                  |            |            | 2:34:08    | 32         |
| Ana Dias               | Maratona              |              |              |                  |                  |            |            | 2:36:25    | 46         |
| Ana Cabecinha          | 20 km marcha atlética |              |              |                  |                  |            |            | 1:27.45 NR | 8          |
| Susana Feitor          | 20 km marcha atlética |              |              |                  |                  |            |            | DNF        | DNF        |
| Vera Santos            | 20 km marcha atlética |              |              |                  |                  |            |            | 1:28:14    | 9          |
| Inês Monteiro          | Maratona              |              |              |                  |                  |            |            | DNF        | DNF        |
| Sílvia Cruz            | Lançamento do dardo   | 57.06        | 24           |                  |                  |            |            | Não passou | Não passou |
| Vânia Silva            | Lançamento do martelo | 59.42        | 46           |                  |                  |            |            | Não passou | Não passou |
| Naide Gomes            | Salto em comprimento  | 6.29         | 35           |                  |                  |            |            | Não passou | Não passou |
| Sandra Tavares         | Salto com vara        | 4.30         | 19           |                  |                  |            |            | Não passou | Não passou |

### Badminton
Masculinos
| Atleta            | Evento     | Fase de 64                 | Fase de 32             | Fase de 16             | Quartos de final       | Semifinais             | Final                  | Final      |
| Atleta            | Evento     | Adversário e resultado     | Adversário e resultado | Adversário e resultado | Adversário e resultado | Adversário e resultado | Adversário e resultado | Pos.       |
| ----------------- | ---------- | -------------------------- | ---------------------- | ---------------------- | ---------------------- | ---------------------- | ---------------------- | ---------- |
| Marco Vasconcelos | Singulares | IND Sridhar D 16–21; 14–21 | Não passou             | Não passou             | Não passou             | Não passou             | Não passou             | Não passou |

Femininos
| Atleta    | Evento     | Fase de 64                  | Fase de 32             | Fase de 16             | Quartos de final       | Semifinais             | Final                  | Final       |
| Atleta    | Evento     | Adversário e resultado      | Adversário e resultado | Adversário e resultado | Adversário e resultado | Adversário e resultado | Adversário e resultado | Pos.        |
| --------- | ---------- | --------------------------- | ---------------------- | ---------------------- | ---------------------- | ---------------------- | ---------------------- | ----------- |
| Ana Moura | Singulares | SUI Cicognini D 9–21; 13–21 | Não avançou            | Não avançou            | Não avançou            | Não avançou            | Não avançou            | Não avançou |

### Canoagem Velocidade
Masculinos
| Atleta        | Prova      | Eliminatórias | Eliminatórias | Semifinais | Semifinais | Final      | Final      |
| Atleta        | Prova      | Tempo         | Class.        | Tempo      | Class.     | Tempo      | Class.     |
| ------------- | ---------- | ------------- | ------------- | ---------- | ---------- | ---------- | ---------- |
| Emanuel Silva | K-1 500 m  | 1:42.513      | 6             | 1:45.985   | 5          | Não passou | Não passou |
| Emanuel Silva | K-1 1000 m | 3:31.843      | 4             | 3:34.508   | 4          | Não passou | Não passou |

Femininos
| Atleta(s)                      | Prova     | Eliminatória | Eliminatória | Semifinais | Semifinais | Final      | Final      |
| Atleta(s)                      | Prova     | Tempo        | Class.       | Tempo      | Class.     | Tempo      | Class.     |
| ------------------------------ | --------- | ------------ | ------------ | ---------- | ---------- | ---------- | ---------- |
| Teresa Portela                 | K-1 500 m | 1:53.761     | 6            | 1:54.831   | 6          | Não passou | Não passou |
| Beatriz Gomes Helena Rodrigues | K-2 500 m | 1:47.588     | 7            | 1:46.021   | 5          | Não passou | Não passou |

### Ciclismo Estrada
| Atleta        | Prova              | Tempo            | Class. |
| ------------- | ------------------ | ---------------- | ------ |
| André Cardoso | Corrida em estrada | 6:39:42 (+15:53) | 71º    |
| Nuno Ribeiro  | Corrida em estrada | 6:26:17 (+2:28)  | 27º    |

### Esgrima
Masculinos
| Atleta          | Prova             | Ronda dos 64           | Ronda dos 32           | Ronda dos 16           | Quartos-finais         | Semifinais             | Final                  |
| Atleta          | Prova             | Adversário e resultado | Adversário e resultado | Adversário e resultado | Adversário e resultado | Adversário e resultado | Adversário e resultado |
| --------------- | ----------------- | ---------------------- | ---------------------- | ---------------------- | ---------------------- | ---------------------- | ---------------------- |
| Joaquim Videira | Espada individual | RSA Torrente V 15–10   | POL Zawrotniak D 9–15  | Não passou             | Não passou             | Não passou             | Não passou             |

Femininos
| Atleta          | Prova            | Ronda dos 64           | Ronda dos 32           | Ronda dos 16           | Quartos-finais         | Semifinais             | Final                  |
| Atleta          | Prova            | Adversário e resultado | Adversário e resultado | Adversário e resultado | Adversário e resultado | Adversário e resultado | Adversário e resultado |
| --------------- | ---------------- | ---------------------- | ---------------------- | ---------------------- | ---------------------- | ---------------------- | ---------------------- |
| Débora Nogueira | Sabre individual | CHI Su D 4–15          | Não passou             | Não passou             | Não passou             | Não passou             | Não passou             |

### Ginástica de trampolim
Masculinos
| Atleta          | Prova      | Elim. | Elim. | Final      | Final      |
| Atleta          | Prova      | Pts.  | Pos.  | Pts.       | Pos.       |
| --------------- | ---------- | ----- | ----- | ---------- | ---------- |
| Diogo Ganchinho | Singulares | 69.10 | 11    | Não passou | Não passou |

Femininos
| Atleta    | Prova      | Elim. | Elim. | Final      | Final      |
| Atleta    | Prova      | Pts.  | Pos.  | Pts.       | Pos.       |
| --------- | ---------- | ----- | ----- | ---------- | ---------- |
| Ana Rente | Singulares | 31.60 | 16    | Não passou | Não passou |

### Hipismo
Adestramento
| Atleta (Cavalo)                                                                       | Prova      | Preliminar | Final      | Pos. |
| ------------------------------------------------------------------------------------- | ---------- | ---------- | ---------- | ---- |
| Miguel Ralão Duarte (Oxalis)                                                          | Individual | DNF        | DNF        | DNF  |
| Carlos Pinto (Notavel)                                                                | Individual | 61.708     | Não passou | 39   |
| Daniel Pinto (Galopin de la Font)                                                     | Individual | 63.083     | Não passou | 33   |
| Miguel Ralão Duarte (Oxalis) Carlos Pinto (Notavel) Daniel Pinto (Galopin de la Font) | Equipes    | DSQ        | DSQ        | DSQ  |

### Judô
Masculinos
| Atleta     | Evento   | Ronda dos 64                    | Ronda dos 32                  | Ronda dos 16             | Quartas                | Semifinais             | Repescagem                 | Repescagem               | Repescagem             | Final                  | Final |
| Atleta     | Evento   | Ronda dos 64                    | Ronda dos 32                  | Ronda dos 16             | Quartas                | Semifinais             | 1ª fase                    | Quartas                  | Semifinais             | Final                  | Final |
| Atleta     | Evento   | Adversário e resultado          | Adversário e resultado        | Adversário e resultado   | Adversário e resultado | Adversário e resultado | Adversário e resultado     | Adversário e resultado   | Adversário e resultado | Adversário e resultado | Pos.  |
| ---------- | -------- | ------------------------------- | ----------------------------- | ------------------------ | ---------------------- | ---------------------- | -------------------------- | ------------------------ | ---------------------- | ---------------------- | ----- |
| Pedro Dias | Até 66kg |                                 | VEN Ortiz Flores V 01001-0001 | BRA Derly V 01012-00101  | PRK Pak D 0000-0002    | Não passou             |                            | ITA Casale D 00011-10011 | Não passou             | Não passou             | 9     |
| João Neto  | Até 81kg | GEO Gavashelishvili V 1010-0000 | ALB Topalli V 1001-00001      | CUB Cardenas V 1000-0000 | KOR Kim D 00001-0001   | Não passou             |                            | POL Krawczyk D 0000-1000 | Não passou             | Não passou             | 9     |
| João Pina  | Até 73kg |                                 | CAN Tritton V 0010-0000       | IRI Malomat D 0001-01111 | Não passou             | Não passou             | JPN Kanamaru D 00102-00112 | Não passou               | Não passou             | Não passou             | 11    |

Femininos
| Atleta         | Evento   | Ronda dos 32           | Ronda dos 16                  | Quartas                | Semifinais             | Repescagem             | Repescagem                   | Repescagem                 | Final                  | Final |
| Atleta         | Evento   | Ronda dos 32           | Ronda dos 16                  | Quartas                | Semifinais             | 1ª fase                | Quartas                      | Semifinais                 | Final                  | Final |
| Atleta         | Evento   | Adversário e resultado | Adversário e resultado        | Adversário e resultado | Adversário e resultado | Adversário e resultado | Adversário e resultado       | Adversário e resultado     | Adversário e resultado | Pos.  |
| -------------- | -------- | ---------------------- | ----------------------------- | ---------------------- | ---------------------- | ---------------------- | ---------------------------- | -------------------------- | ---------------------- | ----- |
| Ana Hormigo    | Até 48kg |                        | IND Khumujam Tomb V 1011-0000 | PRK Pak D 0000-0100    | Não passou             |                        | KAZ Nurgazina V 00021-0001   | RUS Bogdanova D 0010-01002 | Não passou             | 7     |
| Telma Monteiro | Até 52kg |                        | RUS Kharitonova V 0211-00001  | CHN Xian D 1011-0010   | Não passou             |                        | ESP Carrascosa D 01011-00011 | Não passou                 | Não passou             | 9     |

### Natação
Masculinos
| Atleta             | Prova               | Eliminatória | Eliminatória | Semifinais | Semifinais | Final      | Final      |
| Atleta             | Prova               | Res.         | Class.       | Res.       | Class.     | Res.       | Class.     |
| ------------------ | ------------------- | ------------ | ------------ | ---------- | ---------- | ---------- | ---------- |
| Carlos Almeida     | 200 m bruços        | 2:13.34 NR   | 34           | Não passou | Não passou | Não passou | Não passou |
| Diogo Carvalho     | 200 m estilos       | 2:00.66      | 18           | Não passou | Não passou | Não passou | Não passou |
| Fernando Costa     | 1500 m livres       | 15:26.21     | 29           |            |            | Não passou | Não passou |
| Arseniy Lavrentiev | 10 km águas abertas |              |              |            |            | 2:03:39.6  | 22         |
| Simão Morgado      | 100 m mariposa      | 52.80 NR     | 33           | Não passou | Não passou | Não passou | Não passou |
| Pedro Oliveira     | 200 m costas        | 2:01.08      | 28           | Não passou | Não passou | Não passou | Não passou |
| Pedro Oliveira     | 200 m mariposa      | 1:57.41 NR   | 24           | Não passou | Não passou | Não passou | Não passou |
| Tiago Venâncio     | 100 m livres        | 50.30        | 45           | Não passou | Não passou | Não passou | Não passou |
| Tiago Venâncio     | 200 m livres        | 1:50.24      | 39           | Não passou | Não passou | Não passou | Não passou |

Femininos
| Atleta         | Prova               | Eliminatória | Eliminatória | Semifinais | Semifinais | Final      | Final      |
| Atleta         | Prova               | Res.         | Class.       | Res.       | Class.     | Res.       | Class.     |
| -------------- | ------------------- | ------------ | ------------ | ---------- | ---------- | ---------- | ---------- |
| Diana Gomes    | 100 m bruços        | 1:10.02      | 26           | Não passou | Não passou | Não passou | Não passou |
| Diana Gomes    | 200 m bruços        | 2:30.18      | 29           | Não passou | Não passou | Não passou | Não passou |
| Daniela Inácio | 10 km águas abertas |              |              |            |            | 2:00:59    | 17         |
| Sara Oliveira  | 100 m mariposa      | 59.48 NR     | 35           | Não passou | Não passou | Não passou | Não passou |
| Sara Oliveira  | 200 m mariposa      | 2:10.14 NR   | 19           | Não passou | Não passou | Não passou | Não passou |

### Remo
Masculinos
| Atleta(s)               | Prova                  | Eliminatórias | Eliminatórias | Repescagem | Repescagem | Semifinais A/B | Semifinais A/B | Final B | Final B | Pos. |
| Atleta(s)               | Prova                  | Tempo         | Class.        | Tempo      | Class.     | Tempo          | Class.         | Tempo   | Class.  | Pos. |
| ----------------------- | ---------------------- | ------------- | ------------- | ---------- | ---------- | -------------- | -------------- | ------- | ------- | ---- |
| Nuno Mendes Pedro Fraga | Double sculls ligeiros | 6:24.35       | 3             | 6:39.07    | 1          | 6:39.23        | 6              | 6:28.47 | 2       | 8    |

### Taekwondo
Masculinos
| Atleta      | Evento   | Fase de 16             | Quartas                | Semifinais             | Repescagem             | Final                  | Pos. |
| Atleta      | Evento   | Adversário e resultado | Adversário e resultado | Adversário e resultado | Adversário e resultado | Adversário e resultado | Pos. |
| ----------- | -------- | ---------------------- | ---------------------- | ---------------------- | ---------------------- | ---------------------- | ---- |
| Pedro Póvoa | Até 58kg | DOM Mercedes D 0–3     | Não passou             | Não passou             | TPE Chu D -1–1         | Não passou             | 7    |

### Ténis de mesa
Masculinos
| Atleta         | Prova      | Preliminar             | Ronda 1                | Ronda 2                | Ronda 3                | Ronda 4                | Quartos de Final       | Semifinais             | Final                  |
| Atleta         | Prova      | Adversário e resultado | Adversário e resultado | Adversário e resultado | Adversário e resultado | Adversário e resultado | Adversário e resultado | Adversário e resultado | Adversário e resultado |
| -------------- | ---------- | ---------------------- | ---------------------- | ---------------------- | ---------------------- | ---------------------- | ---------------------- | ---------------------- | ---------------------- |
| Tiago Apolónia | Singulares |                        | DOM Lin D 1-4          | Não passou             | Não passou             | Não passou             | Não passou             | Não passou             | Não passou             |
| Marcos Freitas | Singulares |                        | EGY Lashin V 4–1       | SIN Yang D 2-4         | Não passou             | Não passou             | Não passou             | Não passou             | Não passou             |
| João Monteiro  | Singulares |                        | NGR Toriola D 3–4      | Não passou             | Não passou             | Não passou             | Não passou             | Não passou             | Não passou             |

### Tiro
Masculinos
| Atleta       | Evento                          | Qual. | Qual. | Final      | Final      |
| Atleta       | Evento                          | Pts.  | Pos.  | Pts.       | Pos.       |
| ------------ | ------------------------------- | ----- | ----- | ---------- | ---------- |
| João Costa   | Pistola de ar comprimido a 10 m | 579   | 18    | Não passou | Não passou |
| João Costa   | Pistola a 50 m                  | 549   | 33    | Não passou | Não passou |
| Manuel Silva | Fossa olímpica                  | 111   | 27    | Não passou | Não passou |

### Tiro com arco
Masculinos
| Atleta     | Evento     | Fase de Ranking | Fase de Ranking | Fase de 64                | Fase de 32             | Oitavas                | Quartas                | Semifinais             | Final                  | Final      |
| Atleta     | Evento     | Placar          | Chave           | Adversário e resultado    | Adversário e resultado | Adversário e resultado | Adversário e resultado | Adversário e resultado | Adversário e resultado | Posição    |
| ---------- | ---------- | --------------- | --------------- | ------------------------- | ---------------------- | ---------------------- | ---------------------- | ---------------------- | ---------------------- | ---------- |
| Nuno Pombo | Individual | 650 NR          | 42              | TUR Yusuf Ergin D 103–106 | Não passou             | Não passou             | Não passou             | Não passou             | Não passou             | Não passou |

### Triatlo
Masculinos
| Atleta         | Prova      | Natação | Ciclismo | Corrida | Tempo total | Class. |
| -------------- | ---------- | ------- | -------- | ------- | ----------- | ------ |
| Duarte Marques | Singulares | 18:20   | 59:06    | 36:47   | 1:55:06.57  | 45     |
| Bruno Pais     | Singulares | 18:28   | 58:47    | 32:32   | 1:50:40.22  | 17     |

Femininos
| Atleta            | Prova      | Natação | Ciclismo | Corrida | Tempo total | Class.           |
| ----------------- | ---------- | ------- | -------- | ------- | ----------- | ---------------- |
| Vanessa Fernandes | Singulares | 19:53   | 1:04:18  | 34:21   | 1:59:34.63  | Medalha de prata |

### Vela
| Atleta                          | Prova            | Regata | Regata | Regata | Regata | Regata | Regata | Regata | Regata | Regata | Regata | Regata | Regata | Regata | Regata | Regata | Regata      | Pontos | Class. |
| Atleta                          | Prova            | 1      | 2      | 3      | 4      | 5      | 6      | 7      | 8      | 9      | 10     | 11     | 12     | 13     | 14     | 15     | M           | Pontos | Class. |
| ------------------------------- | ---------------- | ------ | ------ | ------ | ------ | ------ | ------ | ------ | ------ | ------ | ------ | ------ | ------ | ------ | ------ | ------ | ----------- | ------ | ------ |
| Afonso Domingos Bernardo Santos | Star masculinos  | 3      | 3      | 10     | OCS    | 13     | 3      | 5      | 7      | 7      | 9      |        |        |        |        |        | 12          | 72     | 8      |
| Gustavo Lima                    | Laser masculinos | 5      | 8      | 3      | 27     | 17     | 6      | 16     | 8      | 3      | CAN    |        |        |        |        |        | 10          | 76     | 4      |
| Jorge Lima Francisco Andrade    | 49er             | 12     | 7      | 9      | 11     | 4      | DNS    | 10     | 6      | 5      | 11     | 13     | 12     | CAN    | CAN    | CAN    | Não avançou | 100    | 11     |
| Álvaro Marinho Miguel Nunes     | 470 masculinos   | 2      | 8      | 15     | 6      | 11     | 7      | 9      | OCS    | 10     | 14     |        |        |        |        |        | 20          | 102    | 8      |
| João Rodrigues                  | RS:X masculinos  | 18     | 10     | 10     | 8      | 14     | 16     | 9      | 3      | 13     | 19     |        |        |        |        |        | Não avançou | 101    | 11     |

Legenda
| Recorde mundial      | Recorde mundial (World record)               |                       | Recorde africano                      | Recorde africano (African) |                                           | Q | Classificado por posição (Qualified) |
| Recorde olímpico     | Recorde olímpico (Olympic record)            | Recorde da América    | Recorde da América (Americas)         | q                          | Classificado por melhor tempo (Qualified) |   |                                      |
| Melhor marca do ano  | Melhor marca do ano (World leading)          | Recorde asiático      | Recorde asiático (Asian)              | DNS                        | Não largou (Did not start)                |   |                                      |
| Recorde nacional     | Recorde nacional (National record)           | Recorde europeu       | Recorde europeu (European)            | DNF                        | Não terminou (Did not finish)             |   |                                      |
| Recorde pessoal      | Recorde pessoal do atleta (Personal best)    | Recorde da Oceania    | Recorde da Oceania (Oceania)          | DSQ / DQ                   | Desclassificado (Disqualified)            |   |                                      |
| Recorde da temporada | Recorde da temporada do atleta (Season best) | Recorde sul-americano | Recorde sul-americano (South America) | NM                         | Sem marca (No mark)                       |   |                                      |

### Remo
| S | Classificado(a) para as semifinais |    |                        | FA | Final A (disputa de medalhas) |  |  | FD | Final D (sem medalhas) |
| Q | Classificado(a) para as quartas    | FB | Final B (sem medalhas) | FE | Final E (sem medalhas)        |  |  |    |                        |
| R | Classificado(a) para a repescagem  | FC | Final C (sem medalhas) | FF | Final F (sem medalhas)        |  |  |    |                        |

### Vela
| M   | Regata da Medalha da qual só participam os dez primeiros colocados das regatas anteriores  |  |  | CAN | Regata cancelada |
| BFD | Desclassificado por bandeira preta (Black Flag Disqualified)                               |  |  |     |                  |
| UFD | Desclassificado por bandeira "U" (U Flag Disqualified)                                     |  |  |     |                  |
| OCS | Largada queimada (On the Course Side of the starting line)                                 |  |  |     |                  |
| DNE | Desclassificação sem eliminação (infração a um item do regulamento da prova – Did Not End) |  |  |     |                  |